# Prisca theologia

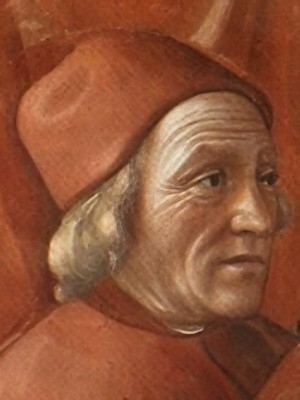
Marsilio Ficino, renesanční učenec a obhájce konceptu prisca theologiae

Prisca theologia „dávná teologie“  je učení, které tvrdí, že existuje jediná pravdivá teologie, která se prolíná všemi náboženstvími, která byla odedávna dána člověku Bohem, ale je esotericky skryta v dávných textech. Tento koncept byl prosazován především v renesanci, přičemž navazoval na antické myšlení, které často také vidělo počátek veškeré moudrosti v dávné minulosti. Podobným termíny jsou prisca philosophia „dávná filosofie“, prisca sapientia „dávná moudrost“ nebo philosophia priscorum „filosofie dávných“. Není zcela jasné nakolik bylo mezi výrazy rozlišováno, i s ohledem na snahu o smíření teologie a filosofie, ale je možné že prisca theologia se vztahovala spíše k božským mystériím, zatímco prisca philosophia k přírodnímu světu, podobně jako přírodní filosofie. Úzce souvisejícím konceptem je také perenniální filosofie, koncept podle kterého všechna náboženství sdílí jednu konečnou pravdu.
V raném křesťanské myšlení byla antická filosofie chápána jako převzatá, či dokonce uloupená, a pokroucená biblická filosofie, která měla být starší. Taková koncepce se objevuje například u Kléménta Alexandrijského z přelomu 2. a 3. století. Renesanční filosofové přišli s konceptem prisca theologiae, jejíž kánon zahrnoval kromě Mojžíšova Pentateuchu, také různé, často relativně pozdní, spisy, například Chaldejská orákula, která mylně připisovali Zoroasterovi, a různé hermetické, orfické a pythagorejské texty, díla novoplatoniků pozdního starověku nebo Sibylina proroctví. Objevila se také myšlenka že pohanská filosofie není odvozena přímo od židovské, ale že Bůh nezávisle zjevil pravdu Židům i pohanům a připravil je tak na křesťanské zjevení. Marsilio Ficino, učenec, kněz a představil renesanční magie, pak psal o řadě šesti dávných teologů, která zahrnovala postupně Zoroastera a Herma Trismegista, Orfea, Aglaoféma, Pythagora a nakonec Platóna. Kromě platoniků se idea prisca theologiae objevovala i aristotelovsky orientovaných filosofů, podle kterých nebylo jejím završením myšlení Platónovo, ale Aristotelovo.  Již na konci 16. století však začala myšlenka dávné teologie upadat, například s ohledem na to že bylo prokázáno že mnohé spisy považované za značně starobylé byly relativně pozdní, a také s příchodem ideje pokroku a osvícenství. Přesto však nezanikla a vznikl například koncept mojžíšovské fyziky, tedy přírodního poznání v souladu s Biblí, objevující se u Jana Amose Komenského nebo Isaaca Newtona. Ještě podle anglikánského kněze a filosofa Ralpha Cudwortha působícího v 17. stoletím je prisca theologia, prisca philosophia i perenniální filosofie prapůvodní moudrostí Adama a Mojžíše a byla odhalena pohanských filosofům již před příchodem Krista v rámci praeparatio evangelica.